# القوات البحرية المكسيكية
القوات البحرية المكسيكية هي واحدة من القوات المسلحة المستقلة في المكسيك، وتسمى القوات البحرية الفعلية «أرمادا دي مكسيكو» وتعني (الأمانة البحرية).
مهمة البحرية المكسيكية المعلنة هي «استخدام القوة البحرية للدفاع الخارجي والمساعدة في النظام الداخلي»، البحرية تتكون من حوالي 66.000 شخص من الرجال والنساء في عام 2019، بالإضافة إلى الاحتياطيات أكثر من 189 سفينة وحوالي 130 طائرة.
بالنظر إلى مساحة المكسيك الكبيرة من المياه (1,216190 ميل مربع) والساحل الواسع (6,911 ميل)، تعتبر مهام البحرية ذات أهمية كبيرة ولعل أهم مهامها المستمرة هي الحرب على المخدرات وحماية آبار بيميكس النفطية في كامبيتشي في خليج المكسيك، مهمة أخرى مهمة للبحرية المكسيكية هي مساعدة الناس في عمليات الإغاثة من الإعصار والكوارث الطبيعية الأخرى.

## التاريخ
تعود أصول القوات البحرية المكسيكية إلى إنشاء وزارة الحرب في عام 1821، ومنذ ذلك العام وحتى عام 1939 كانت موجودة مع الجيش المكسيكي ومنذ إعلان استقلالها عن إسبانيا في سبتمبر 1810، حتى منتصف عقود القرن التاسع عشر وجدت المكسيك نفسها في حالة حرب مستمرة معظمها ضد إسبانيا التي لم تعترف باستقلالها، لذلك كانت أولويتها هي شراء أسطولها الأول من الولايات المتحدة من أجل إزاحة آخر القوات الإسبانية المتبقية على سواحلها.
شاركت البحرية المكسيكية في العديد من المعارك البحرية لحماية مصالح المكسيك والدفاع عنها
- محاولات إسبانيا لاستعادة المكسيك
- الاستيلاء على قلعة سان خوان دي أوليا (1821-1825)
- غزو كابو روجو (1829)
- معركة مارييل

أول تدخل فرنسي في المكسيك (حرب الكعك) (نوفمبر 1838 - مارس 1839)
- تم القبض على البحرية المكسيكية بأكملها في فيراكروز

استقلال تكساس (1836-1845)
استقلال يوكاتان (1841-1848)
الحرب المكسيكية الأمريكية (1846-1848)
التدخل الفرنسي الثاني (1862-1867)
الثورة المكسيكية (1910-1919)
- معركة توبولوبامبو الأولى
- معركة توبولوبامبو الثانية
- معركة توبولوبامبو الثالثة
- معركة توبولوبامبو الرابعة

الغزو الثاني للولايات المتحدة (9 أبريل 1914 - 23 نوفمبر 1914)
احتلال فيراكروز من قبل الولايات المتحدة

## السفن التاريخية
| - شونير أناهواك - شونير إيجوالا - كتر جمتشانا - كتر تشالكو - كتر تشابالا - كتر أوريزبا - كتر تيكو - كتر زومبانجو - كتر بابالوبان - كتر تامبيكو - كتر تلاكسلتكا - كتر توكسبان - سفينة كونغريسو مكسيكانو (التي كانت تسمى سابقًا آسيا وسان جيرونيمو) - براغنتين كونستانتي - براغنتين فيسينتي غيريرو - سفينة فرقاطة غوادالوبي - سفينة فرقاطة موكتزيما - سفينة حربية ليبتاد | - سفينة حربية الاستقلال - سفينة كويرا ديمقراطا - باخرة أوريزبا - سفينة مدفعية ديمقراطا - سفينة مدفعية مكسيكو - كورفيت سرقسطة - سفينة سكول يوكاتان - سفينة سكول فاليريو كوتهوماك - بونتون شيتومال - سفينة مدفعية تامبيكو - سفينة مدفعية فيراكروز - سفينة مدفعية نيكولاس برافو - سفينة النقل بروكريسو - سفينة النقل فيسنتي غيريرو - سفينة مدفعية اكوا بريتا - الطراد الثقيل أناهواك - السفينة المساعدة سرقسطة الثانية |

## المنظمة
رئيس المكسيك هو القائد الأعلى للقوات العسكرية، السيطرة اليومية على القوات البحرية تقع على عاتق وزير القوات البحرية خوسيه رافائيل أوجيدا دوران في المكسيك، فإن الوزير يتبع أوامر الرئيس مباشرة، البحرية لديها مقر عام وثلاثة قوات بحرية، وهناك ثماني مناطق (أربع منها على ساحل المحيط الهادئ، وثلاث على ساحل الخليج المكسيكي، تجتمع القوات البحرية الموجودة في العاصمة مكسيكو وحولها)
القوات البحرية مقسمة إلى ثلاث قوات رئيسية
- قوة بحرية للخليج والبحر الكاريبي
- قوة المحيط الهادئ البحرية
- قوة المشاة البحرية

تشمل القوات الأخرى البارزة
- الطيران البحري
- البحث والإنقاذ

### مشاة البحرية
أعيد تنظيم فيلق مشاة البحرية المكسيكية في الفترة 2007-2009 إلى 30 كتيبة مشاة بحرية، كتيبة المظليين، كتيبة ملحقة بلواء الحرس الرئاسي، وكتيبتين من قوات الرد السريع، وثلاثة مجموعات القوات الخاصة، مشاة البحرية هي المسؤولة عن أمن الموانئ وحماية الساحل البالغ طوله عشرة كيلومترات والدوريات في المجاري المائية الرئيسية.
مشاة البحرية هي أيضا المسؤولة عن 23 وحدة تدريب الخدمة الوطنية تحت مسؤولية وزير البحرية، وفرض واجب الخدمة الوطنية للمكسيكيين في سن المراهقة والشباب البالغين.

### وحدات البحث والإنقاذ
في عام 2008، أنشأت البحرية المكسيكية نظامها الجديد للبحث والإنقاذ، المخصص في الموانئ الاستراتيجية في موانئ المحيط الهادئ وخليج المكسيك، لتقديم المساعدة إلى أي سفن معرضة للخطر بسبب عطل ميكانيكي أو ظروف جوية أو خطر على الحياة الطاقم، لتوفير هذا الدعم طلبت البحرية سفن «كوست جورد ديفيندر» (سفينتان لكل محطة، وسفينة لخفر السواحل).

### الدور البحري
في 1 أبريل 2014، أعلن رسميًا إنشاء وحدة بحرية لحماية الموانئ والتي ستشمل قسمًا جديداً، وتتمثل المهام الرئيسية للـالأمم المتحدة لتقديم المساعدة في حالات الكوارث وفي المراقبة والتفتيش البحري.